# Campeonato Mundial de Ciclismo en Pista de 1995
El XCII Campeonato Mundial de Ciclismo en Pista se celebró en Bogotá (Colombia) entre el 26 y el 30 de septiembre de 1995 bajo la organización de la Unión Ciclista Internacional (UCI) y la Federación Colombiana de Ciclismo.
Las competiciones se realizaron en el Velódromo Luis Carlos Galán de la capital colombiana. En total se disputaron 12 pruebas, 8 masculinas y 4 femeninas.

## Medallistas

### Masculino
| Evento                  | Oro                                                                                          | Plata                                                                                          | Bronce                                                                                             |
| ----------------------- | -------------------------------------------------------------------------------------------- | ---------------------------------------------------------------------------------------------- | -------------------------------------------------------------------------------------------------- |
| Velocidad individual    | Darryn Hill Australia                                                                        | Curtis Harnett · Canadá                                                                        | Frédéric Magné Francia                                                                             |
| Velocidad por equipos   | Alemania · Jan van Eijden · Michael Hübner · Jens Fiedler · 58,098                           | Francia Benoît Vêtu Florian Rousseau Hervé Thuet 58,335                                        | Estados Unidos Marty Nothstein Erin Hartwell William Clay 59,289                                   |
| Persecución individual  | Graeme Obree Reino Unido 4:24,182                                                            | Andrea Collinelli · Italia · 4:25,677                                                          | Stuart O'Grady Australia 4:23,634                                                                  |
| Persecución por equipos | Australia Bradley McGee Rodney McGee Stuart O'Grady Timothy O'Shannessey Dean Woods 4:05,010 | Ucrania · Olexandr Symonenko · Serhi Matveyev · Bohdan Bondarev · Dmitri Tolstenkov · 4:07,906 | Estados Unidos Zacharias Conrad Dirk Copeland Mariano Friedick Matthew Hamon Adam Laurent 4:08,987 |
| 1 km contrarreloj       | Shane Kelly Australia 1:00,613 RM                                                            | Florian Rousseau Francia 1:01,350                                                              | Erin Hartwell Estados Unidos 1:01,740                                                              |
| Carrera por puntos      | Silvio Martinello · Italia · 38 pts.                                                         | Remigijus Lupeikis · Lituania · 16 pts.                                                        | Serguei Lavrenenko · Kazajistán · 16 pts.                                                          |
| Keirin                  | Frédéric Magné Francia                                                                       | Michael Hübner · Alemania                                                                      | Federico Paris · Italia                                                                            |
| Madison                 | Silvio Martinello · Marco Villa · Italia · 31 pts.                                           | Gabriel Curuchet Juan Esteban Curuchet Argentina 11 pts.                                       | Bruno Risi · Kurt Betschart · Suiza · 22 (-1) pts.                                                 |

### Femenino
| Evento                 | Oro                                      | Plata                                  | Bronce                                |
| ---------------------- | ---------------------------------------- | -------------------------------------- | ------------------------------------- |
| Velocidad individual   | Félicia Ballanger Francia                | Olga Sliusareva · Rusia                | Erika Salumäe Estonia                 |
| Persecución individual | Rebecca Twigg Estados Unidos 3:36,081 RM | Antonella Bellutti · Italia · 3:46,611 | May Britt Våland · Noruega · 3:37,437 |
| 500 m contrarreloj     | Félicia Ballanger Francia 34,017 RM      | Galina Yeniujina · Rusia · 34,962      | Michelle Ferris Australia 35,313      |
| Carrera por puntos     | Svetlana Samojvalova · Rusia · 25 pts.   | Nada Cristofoli · Italia · 20 pts.     | Nathalie Lancien Francia 18 pts.      |

## Medallero
| Núm. | País           | Oro | Plata | Bronce | Total |
| ---- | -------------- | --- | ----- | ------ | ----- |
| 1    | Francia        | 3   | 2     | 2      | 7     |
| 2    | Australia      | 3   | 0     | 2      | 5     |
| 3    | Italia         | 2   | 3     | 1      | 6     |
| 4    | Rusia          | 1   | 2     | 0      | 3     |
| 5    | Estados Unidos | 1   | 0     | 3      | 4     |
| 6    | Alemania       | 1   | 1     | 0      | 2     |
| 7    | Reino Unido    | 1   | 0     | 0      | 1     |
| 8    | Argentina      | 0   | 1     | 0      | 1     |
| 8    | Canadá         | 0   | 1     | 0      | 1     |
| 8    | Lituania       | 0   | 1     | 0      | 1     |
| 8    | Ucrania        | 0   | 1     | 0      | 1     |
| 12   | Estonia        | 0   | 0     | 1      | 1     |
| 12   | Kazajistán     | 0   | 0     | 1      | 1     |
| 12   | Noruega        | 0   | 0     | 1      | 1     |
| 12   | Suiza          | 0   | 0     | 1      | 1     |
|      | TOTAL          | 12  | 12    | 12     | 36    |